# Danza alla musica del Tempo
La Danza alla musica del Tempo, anche noto con i titoli La danza della vita umana e La danza della Vita al suono del Tempo (La Danse de la vie humaine o Danse à la musique du Temps), è un dipinto di Nicolas Poussin realizzato tra il 1634 e il 1635 e conservato nella Collezione Wallace di Londra.
Quando il dipinto venne venduto nel 1845 venne chiamato La Danse des Saisons, ou l'Image de la vie humaine (per questo motivo talvolta viene citato in italiano come La danza delle Stagioni alla musica del Tempo).

## Storia
Il dipinto venne realizzato per il cardinale Giulio Rospigliosi (futuro papa Clemente IX) su un tema da lui definito, secondo Gian Pietro Bellori. Nel 1806 il dipinto passò dalla collezione della famiglia Rospigliosi alla collezione di Joseph Fesch, quando venne portato in Francia. Insieme ad altri dipinti, venne acquistato da Richard Seymour-Conway, IV marchese di Hertford nel 1845. Il dipinto venne poi ereditato dal figlio Sir Richard Wallace. Il quadro venne poi esposto alla Art Treasures Exhibition di Manchester del 1857.

## Descrizione

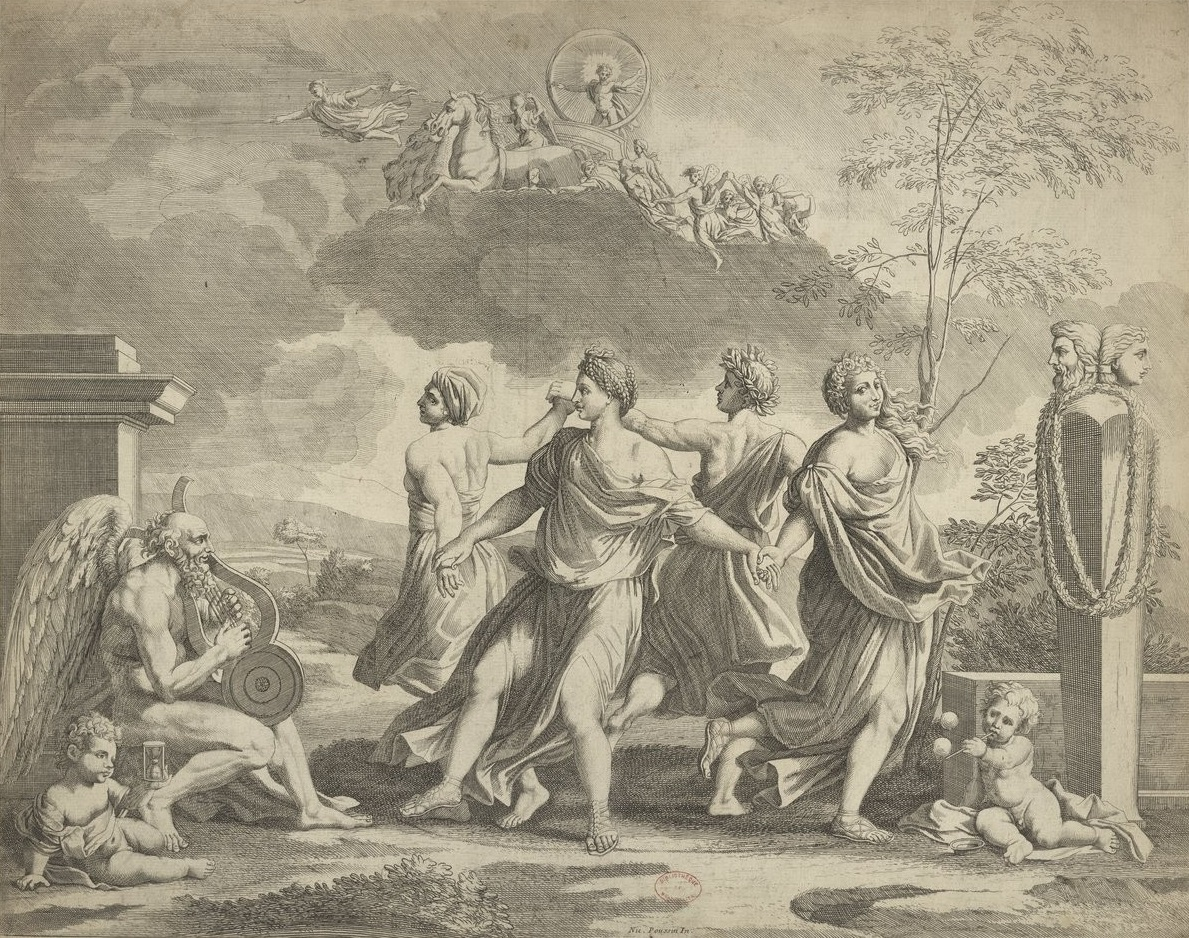
Un'incisione (a specchio) del quadro realizzata da Giovanni Dughet.

Quattro figure che si tengono per mano danzano in cerchio, mentre il Tempo suona una lira alla loro destra. La scena è ambientata durante il mattino, dato che Aurora precede il carro solare di Apollo. Le Ore accompagnano il dio del sole, il quale regge un anello che simboleggia lo Zodiaco.
Secondo Bellori, il soggetto venne definito da Rospigliosi. L'identificazione precisa dei quattro personaggi che danzano rimane incerta. Le quattro figure danzanti potrebbero rappresentare, partendo da quella vista di spalle: la Povertà, il Lavoro, la Ricchezza e il Piacere o il Lusso. Le figure rappresenterebbero un ciclo della vita umana che inizia e si conclude con la Povertà, passando per la Ricchezza e il Lusso. Se i personaggi fossero le quattro stagioni la Povertà sarebbe l'Autunno, il Lavoro l'Inverno e così via. L'ipotesi di Anthony Blunt, secondo la quale la Povertà/Autunno sarebbe un uomo, oggi viene accettata: il museo tuttavia lo identifica con Bacco. Questa identificazione richiama l'opera Les Dionysiaques di Boitet de Frauville, nella quale Giove, avendo ascoltato i lamenti delle Stagioni e del Tempo, diede al mondo Bacco e il suo vino per compensare le condizioni di vita miserabili dei mortali. André Félibien, amico e biografo di Poussin, descrisse il dipinto con le stesse parole, tranne per un punto: Bellori identificò l'Estate con il Lusso, mentre Félibien la identificò con il Piacere.
Queste identificazioni sono contestate da Malcom Bull, almeno nel loro intento originale. Egli fa risalire l'iconografia del dipinto al poeta greco antico Nonno, rifacendosi all'Inno dell'Autunno di Pierre de Ronsard. La descrizione delle quattro stagioni di Nonno, tradotta in francese, è molto simile all'iconografia pussiniana: "A sinistra c'è la Primavera, con una ghirlanda di rose tra i capelli; dietro c'è l'Autunno, i cui capelli sono stati tagliati dai venti e la cui fronte è avvolta da dei rami di ulivo; poi viene l'Inverno, con i capelli raccolti ed il viso in penombra, e davanti c'è l'Estate, vestita di bianco con delle spighe di grano tra le trecce dei capelli." Lo stesso Bacco, con un volto giovane ed uno anziano, appare in un erma a sinistra. Secondo Bull, il Rospigliosi, che era un intellettuale ed un autore con un certo gusto per le allegorie, inventò l'altra interpretazione durante o dopo la realizzazione dell'opera, mentre per Ingamells Poussin non era eccessivamente interessato all'identificazione precisa delle figure.
Sono presenti vari pentimenti, come la rimozione di un secondo albero a destra tra l'Inverno/Lavoro e il Tempo.

## Curiosità
Lo scrittore inglese Anthony Powell si ispirò a questo dipinto per intitolare un suo romanzo in dodici volumi Una danza alla musica del tempo (A Dance to the Music of Time).